# Meksyk na Zimowych Igrzyskach Olimpijskich 1988
Meksyk na Zimowych Igrzyskach Olimpijskich 1988 reprezentowało 11 zawodników – dziesięciu mężczyzn i jedna kobieta. Był to trzeci start reprezentacji Meksyku na zimowych igrzyskach olimpijskich.

## Skład reprezentacji

### Narciarstwo alpejskie
Mężczyźni
| Zawodnik                               | Konkurencja   | Wyścig 1     | Wyścig 2     | Łącznie      | Łącznie |
| Zawodnik                               | Konkurencja   | Czas         | Czas         | Czas         | Miejsce |
| -------------------------------------- | ------------- | ------------ | ------------ | ------------ | ------- |
| Hubertus von Fürstenberg-von Hohenlohe | Zjazd         |              |              | 2:12.58      | 43      |
| Patrice Martell                        | Supergigant   |              |              | 2:10.69      | 53      |
| Alex Christian Benoit                  | Supergigant   |              |              | 2:05.80      | 49      |
| Hubertus von Fürstenberg-von Hohenlohe | Supergigant   |              |              | 1:56.03      | 42      |
| Carlos Pruneda                         | Slalom gigant | Nie ukończył | –            | Nie ukończył | –       |
| Patrice Martell                        | Slalom gigant | bd.          | Nie ukończył | Nie ukończył | –       |
| Alex Christian Benoit                  | Slalom gigant | 1:22.35      | 1:19.10      | 2:41.45      | 57      |
| Hubertus von Fürstenberg-von Hohenlohe | Slalom gigant | 1:18.86      | 1:15.71      | 2:34.57      | 52      |
| Carlos Pruneda                         | Slalom        | 1:41.94      | Nie ukończył | Nie ukończył | –       |
| Alex Christian Benoit                  | Slalom        | 1:18.77      | 1:04.38      | 2:23.15      | 37      |
| Hubertus von Fürstenberg-von Hohenlohe | Slalom        | 1:07.36      | 1:00.57      | 2:07.93      | 30      |

Kombinacja mężczyzn
| Zawodnik                               | Zjazd   | Slalom            | Slalom | Łącznie           | Łącznie |
| Zawodnik                               | Czas    | Czas 1            | Czas 2 | Punkty            | Miejsce |
| -------------------------------------- | ------- | ----------------- | ------ | ----------------- | ------- |
| Hubertus von Fürstenberg-von Hohenlohe | 1:57.42 | Zdyskwalifikowany | –      | Zdyskwalifikowany | –       |

### Bobsleje
| Osada | Zawodnicy                       | Konkurencja | Ślizg 1 | Ślizg 1 | Ślizg 2 | Ślizg 2 | Ślizg 3 | Ślizg 3 | Ślizg 4 | Ślizg 4 | Łącznie | Łącznie |
| Osada | Zawodnicy                       | Konkurencja | Czas    | Miejsce | Czas    | Miejsce | Czas    | Miejsce | Czas    | Miejsce | Czas    | Miejsce |
| ----- | ------------------------------- | ----------- | ------- | ------- | ------- | ------- | ------- | ------- | ------- | ------- | ------- | ------- |
| MEX-1 | Jorge Tamés José Tamés          | Dwójki      | 1:01.58 | 40      | 1:02.39 | 38      | 1:03.44 | 37      | 1:02.67 | 36      | 4:10.08 | 36      |
| MEX-2 | Roberto Tamés Luis Adrián Tamés | Dwójki      | 1:01.56 | 39      | 1:01.84 | 37      | 1:03.76 | 38      | 1:02.93 | 38      | 4:10.09 | 37      |

### Biegi narciarskie
Mężczyźni
| Konkurencja                     | Zawodnik        | Wyścig    | Wyścig  |
| Konkurencja                     | Zawodnik        | Czas      | Miejsce |
| ------------------------------- | --------------- | --------- | ------- |
| Bieg na 15 km stylem klasycznym | Roberto Alvárez | 1'01:26.4 | 84      |
| Bieg na 30 km stylem klasycznym | Roberto Alvárez | 2'09:34.8 | 85      |
| Bieg na 50 km stylem dowolnym   | Roberto Alvárez | 3'22:25.1 | 61      |

### Łyżwiarstwo figurowe
Mężczyźni
| Zawodnik                  | Konkurencja | CF | SP | FS                     | TFP          | Miejsce |
| ------------------------- | ----------- | -- | -- | ---------------------- | ------------ | ------- |
| Walbe Olavarrieta-Navarro | Soliści     | 28 | 26 | Nie zakwalifikował się | Nie ukończył | –       |

Kobiety
| Zawodniczka         | Konkurencja | CF | SP | FS                      | TFP           | Miejsce |
| ------------------- | ----------- | -- | -- | ----------------------- | ------------- | ------- |
| Diana Encinas-Evans | Solistki    | 28 | 31 | Nie zakwalifikowała się | Nie ukończyła | –       |